# Лісова промисловість

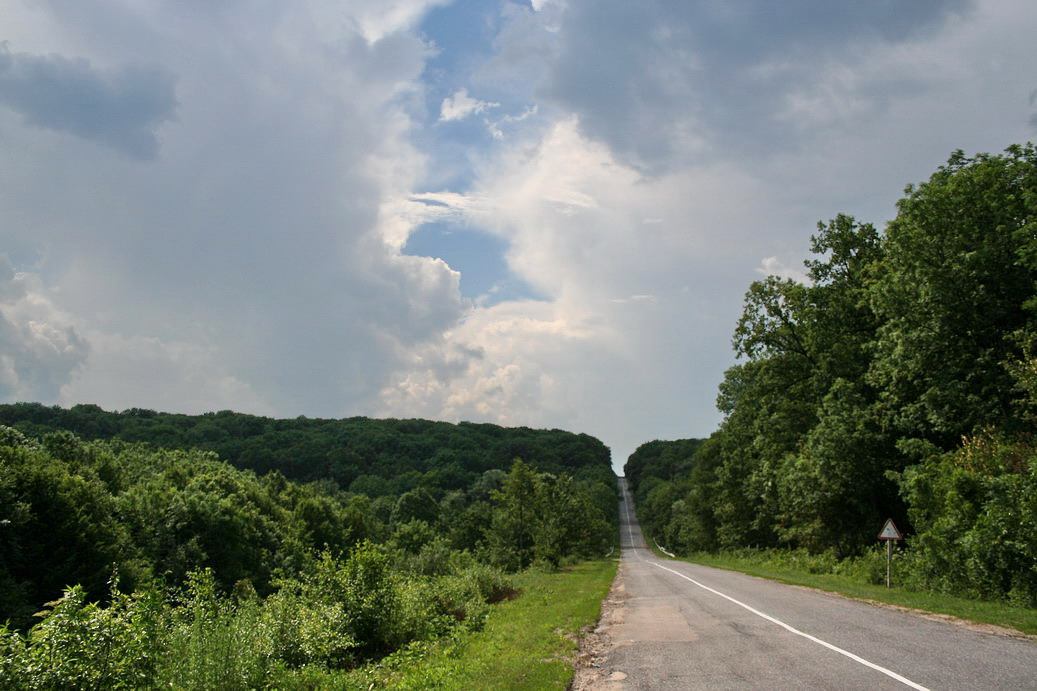
Чорнолісся поблизу Знам'янки, Кіровоградщина

Лісова́ промисло́вість — сукупність галузей і виробництв, підприємства яких здійснюють вирощування, заготівлю деревини, її комплексну обробку і переробку.
Україна має незначні запаси лісових ресурсів. Загальна площа лісового фонду складає 14,1 % території країни, що значно менше, ніж у розвинених країнах. Наприклад, у Франції цей показник становить близько 28 %, у США — 32 %. Свої потреби в деревині Україна задовольняє приблизно на 20 %, решта імпортується.
Ліси по території України розміщені нерівномірно. До найбільш лісистих належать Закарпатська, Івано-Франківська, Рівненська, Житомирська, Волинська, Чернівецька області.
Лісопромисловий комплекс України включає лісозаготівлю, деревообробку, лісохімічну і целюлозно-паперову промисловість.